# Nuevo San Joaquín
Nuevo San Joaquín är en ort i Mexiko.   Den ligger i kommunen Palenque och delstaten Chiapas, i den sydöstra delen av landet, 800 km öster om huvudstaden Mexico City. Nuevo San Joaquín ligger 276 meter över havet och antalet invånare är 516.
Terrängen runt Nuevo San Joaquín är lite kuperad. Runt Nuevo San Joaquín är det glesbefolkat, med 18 invånare per kvadratkilometer. Närmaste större samhälle är Cristóbal Colón, 16,7 km sydost om Nuevo San Joaquín. I omgivningarna runt Nuevo San Joaquín växer i huvudsak städsegrön lövskog.